# Dafni-Ymittos
Dafni-Ymittos (in greco Δάφνη-Υμηττός?) è un comune della Grecia situato nella periferia dell'Attica (unità periferica di Atene Centrale) con 36.804 abitanti secondo i dati del censimento 2001.
È stato istituito a seguito della riforma amministrativa detta Programma Callicrate in vigore dal gennaio 2011 che ha abolito le prefetture e accorpato numerosi comuni.